# تاريخ يوتيوب

شعار يوتيوب

أنشأ يوتيوب (بالإنجليزية: YouTube)‏ موظفو باي بال كموقع ويب لمشاركة مقاطع الفيديو حيث يمكن للمستخدمين تحميل المحتوى، ومشاركته، وعرضه. تم تفعيل اسم نطاق الإنترنت "www.youtube.com" يوم الاثنين 14 فبراير 2005 في الساعة 9:13 مساءً.

## التأسيس (2005)

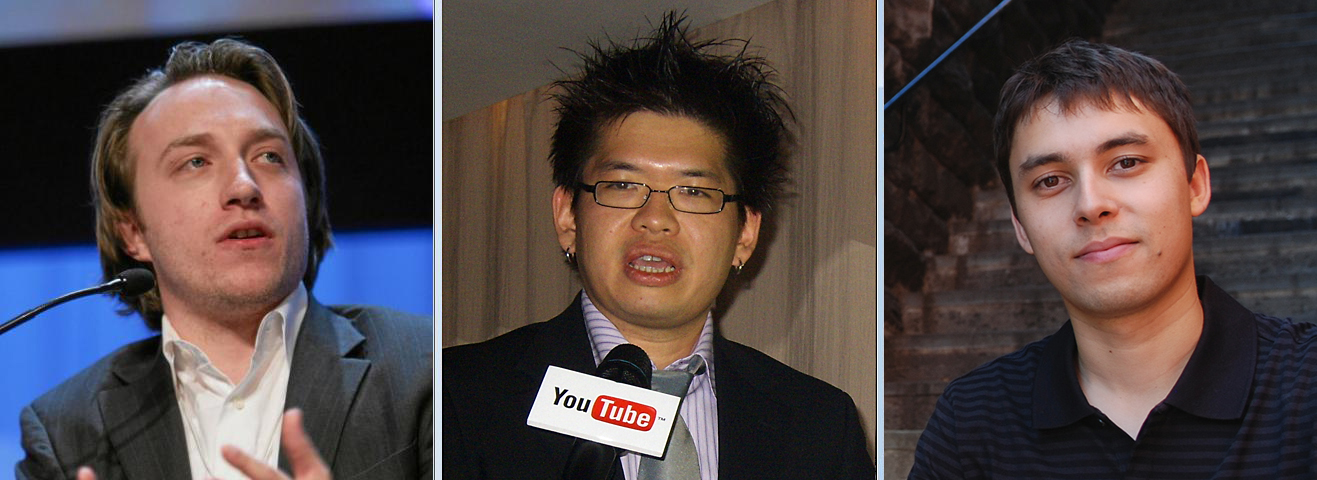
من اليمين إلى اليسار: جاود كريم، وستيف تشين، وتشاد هيرلي.

أسس كل من تشاد هيرلي، وستيف تشين، وجاود كريم، عندما كانوا يعملون لحساب باي بال. قبل العمل في باي بال، درس هيرلي التصميم في جامعة إنديانا بنسلفانيا. درس تشين وكريم علوم الكمبيوتر معًا في جامعة إلينوي في إربانا-شامبين. كان المقر الرئيسي ليوتيوب فوق مطعم بيتزا ومطعم ياباني في سان ماتيو في ولاية كاليفورنيا.
يوجد تمثيل تقريبي للموقع كما ظهر بعد بضعة أشهر من إطلاقه (تم أرشفته بواسطة واي باك مشين).
تم تنشيط اسم النطاق "YouTube.com" في 14 شباط (فبراير) 2005 مع دمج خيارات تحميل الفيديو في 23 نيسان (أبريل) 2005. حُمّل الفيديو الأول على يوتيوب بعنوان أنا في حديقة الحيوان في 23 نيسان (أبريل) 2005، حيث يظهر فيه الشريك المؤسس جاود كريم في حديقة حيوان سان دييغو.
بدأ يوتيوب كمشروع ممول من قبل مستثمر ملاك، يعمل من مكتب مؤقت في مرآب. في نوفمبر 2005، قامت شركة سيكويا كابيتال باستثمار مبلغ 3.5 مليون دولار مبدئيًا، وانضم رويلوف بوثا (أحد الشركاء، والمدير المالي السابق لشركة باي بال) إلى مجلس إدارة يوتيوب. في أبريل 2006، استثمرت سيكويا وشركة هيئة آرتيس كابيتال 8 ملايين دولار إضافية في الشركة، والتي شهدت نموًا كبيرًا في الأشهر القليلة الأولى.

## التطور (2006)
خلال صيف عام 2006، كان يوتيوب واحدًا من أسرع المواقع نموًا على الشبكة العنكبوتية العالمية، ويستضيف أكثر من 65000 عملية تحميل فيديو جديدة. قدم الموقع ما معدله 100 مليون مشاهدة فيديو يوميًا في يوليو. وقد احتل المرتبة الخامسة الأكثر المواقع شعبية على موقع أليكسا، متخطيًا معدل نمو موقع ماي سبيس بمراحل. بلغ متوسط عدد زوار الموقع ما يقرب من 20 مليون زائرًا شهريًا وفقًا لتصنيفات نيلسن، مع حوالي 44٪ من الزوار الإناث و 56٪ من الذكور. كانت الفئة العمرية من 12 إلى 17 سنة هي المسيطرة. كان تفوق موقع يوتيوب في السوق عبر الإنترنت كبيرًا. ووفقًا لموقع Hitwise.com، فقد هيمن يوتيوب على ما يصل إلى 64٪ من سوق الفيديو عبر الإنترنت في المملكة المتحدة.
دخل يوتيوب في شراكة تسويق وإعلان مع هيئة الإذاعة الوطنية في يونيو 2006.

## شراء جوجل ليوتيوب (2006)
في 9 أكتوبر 2006، أُعلن عن شراء جوجل للشركة مقابل 1.65 مليار دولار أمريكي، وقد اكتملت الصفقة في 13 نوفمبر. في ذلك الوقت كانت عملية الشراء تلك ثاني أكبر عملية استحواذ لجوجل. جاء الاتفاق بين جوجل ويوتيوب بعد أن قدم يوتيوب ثلاث اتفاقيات مع شركات وسائل الإعلام في محاولة لتجنب دعاوى انتهاك حقوق الطبع والنشر. خطط يوتيوب لمواصلة العمل بشكلٍ مستقل، مع مؤسسيها المشاركين و 68 موظفًا يعملون داخل جوجل.
كشفت ملفات جوجل في 7 فبراير 2007 عن انهيار أرباح مستثمري يوتيوب بعد البيع لجوجل. في عام 2010، بلغت أرباح تشاد هيرلي أكثر من 395 مليون دولار، بينما كانت أرباح ستيف تشين أكثر من 326 مليون دولار.

## شخصية العام
في عام 2006، أظهرت مجلة تايم شاشة يوتيوب مع مرآة كبيرة لتكون «شخصية العام». واستشهدت بالوسائط التي أنشأها المستخدم مثل تلك التي نشرت على موقع يوتيوب وظهر منشأ الموقع جنبًا إلى جنب مع العديد من منشئي المحتوى. كما راجعت جريدة وول ستريت جورنال ونيويورك تايمز المحتوى المنشور على يوتيوب في عام 2006، مع إيلاء اهتمام خاص لتأثيراته على اتصالات الشركات وتسهيلها. صنفت مجلة بي سي وورلد يوتيوب في المرتبة التاسعة من أفضل 10 منتجات في عام 2006. في عام 2007، عرضت كل من مجلة سبورتس إليستريتد ومجلة دايم مراجعات إيجابية للفيديو الذي يسليط الضوء على كرة السلة بعنوان The Ultimate Pistol Pete Maravich MIX (مزيج من ذروة لحظات بيت مارافيتش).

## استمرار التطور (2007–2013)

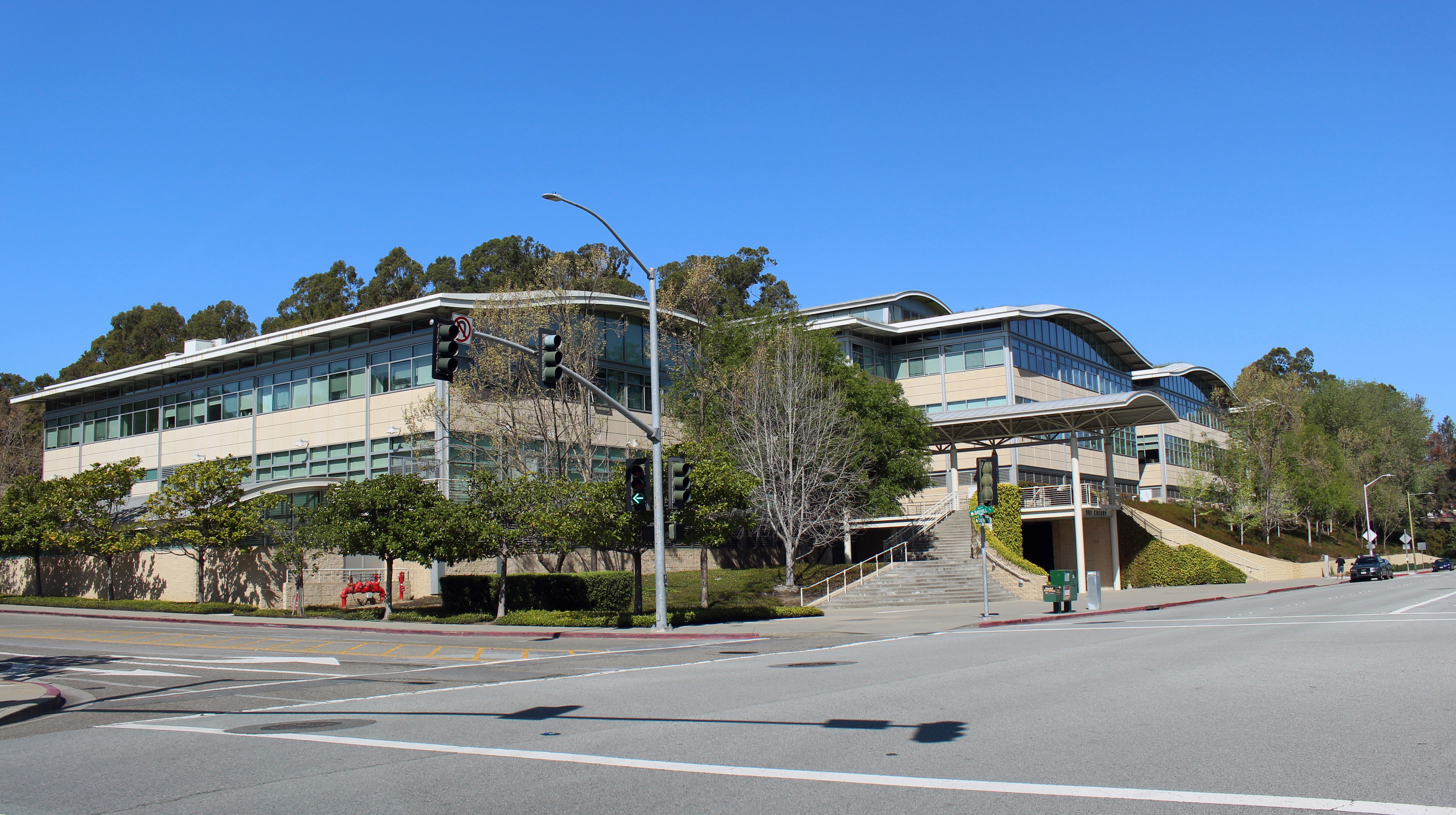
مقر يوتيوب الحالي في سان برونو، كاليفورنيا (من 2010 حتى الآن)

يُقدّر أنه في عام 2007، استهلك يوتيوب قدرًا كبيرًا من عرض النطاق بقدر شبكة الإنترنت بالكامل في عام 2000.
بدءً من عام 2007، تُمنح جوائز يوتيوب السنوية تقديرًا لأفضل مقاطع فيديو يوتيوب للسنة السابقة والتي تم التصويت عليها من قِبل مجتمع يوتيوب.
في 23 يوليو 2007 و 28 نوفمبر 2007، أنتجت سي إن إن ويوتيوب مناظرات رئاسية متلفزة قام خلالها المرشحون الديمقراطيون والجمهوريون في الولايات المتحدة بمواجهة أسئلة مرسلة عبر موقع يوتيوب.
في تشرين الثاني 2008، توصل يوتيوب إلى اتفاق مع مترو غولدوين ماير، وليونزغيت إنترتاينمنت، وشبكة كولومبيا للبث، مما يسمح للشركات بنشر أفلام كاملة وحلقات تلفزيونية على الموقع، مصحوبة بإعلانات في قسم للمشاهدين الأمريكيين باسم «العروض». كان الهدف من هذه الخطوة خلق منافسة مع مواقع مثل هولو، والتي تحتوي على مواد من هيئة الإذاعة الوطنية، وشبكة فوكس التلفزيونية، وديزني.
حصل موقع يوتيوب على جائزة بيبودي لعام 2008 وتم الاستشهاد به باعتباره «'ركن المتحدثين' الذي يجسد الديمقراطية ويعززها».
في أوائل عام 2009، سجل يوتيوب النطاق www.youtube-nocookie.com لمقاطع الفيديو المضمنة في مواقع ويب الحكومة الفيدرالية للولايات المتحدة. في نوفمبر من العام نفسه، أطلق يوتيوب إصدارًا من «العروض» متاح للمشاهدين في المملكة المتحدة، حيث ظهر في الإصدار حوالي 4000 عرض كامل من أكثر من 60 شريكًا.
وضعت مجلة انترتينمنت ويكلي موقع يوتيوب على قائمة «الأفضل» في نهاية العقد في ديسمبر 2009، واصفة إياه على النحو التالي: «توفير منزل آمن للقطط التي تعزف البيانو، وهفوات المشاهير، وكل ما يتطابق فيه الصوت مع حركة الشفاه منذ عام 2005».
في يناير 2010، قدم يوتيوب خدمة تأجير الأفلام عبر الإنترنت وهي متاحة حاليًا فقط للمستخدمين في الولايات المتحدة، وكندا، والمملكة المتحدة. تقدم الخدمة أكثر من 6000 فيلم. بدأ يوتيوب في بث محتوى معين في مارس 2010، بما في ذلك 60 مباراة للكريكيت في الدوري الهندي الممتاز. وفقًا لموقع يوتيوب، كان هذا أول بث عالمي مجاني عبر الإنترنت لحدث رياضي كبير.
في 31 مارس 2010، أطلق يوتيوب تصميمًا جديدًا بهدف تبسيط الواجهة وزيادة الوقت الذي يقضيه المستخدمون على الموقع. علق مدير منتجات جوجل شيفا راجارامان قائلاً: «لقد شعرنا حقًا أننا بحاجة إلى التراجع وإزالة الفوضى». في أيار 2010، ظهر بأن يوتيوب كان يقدم أكثر من ملياري مقطع فيديو يوميًا، وهو ما يعني «ضعف جمهور وقت الذروة من جميع شبكات التلفزيون الأمريكية الرئيسية الثلاث مجتمعة». في مايو 2011، نشر يوتيوب على مدونة الشركة أن الموقع يتلقى أكثر من ثلاثة مليارات مشاهدة في اليوم الواحد. في يناير 2012، ذكر موقع يويتوب أن الرقم ارتفع إلى أربعة مليارات فيديو يتم بثها يوميًا.
وفقًا لبيانات مايو 2010 التي نشرتها شركة أبحاث السوق كوم سكور، كان YouTube المزود المهيمن لمقاطع الفيديو عبر الإنترنت في الولايات المتحدة، حيث بلغت حصته في السوق حوالي 43 بالمائة وأكثر من 14 مليار مقطع فيديو تمت مشاهدته خلال شهر مايو.
في أكتوبر 2010، أعلن هيرلي أنه سيتخلى عن منصب المدير التنفيذي ليوتيوب ليقوم بدور استشاري، مع تولي سالار كامانجار منصب رئيس الشركة.
كشف جيمس زيرن، مهندس برامج يوتيوب، في أبريل 2011 أن 30 في المئة من مقاطع الفيديو تمثل 99 في المئة من المشاهدات على الموقع.
خلال شهر تشرين الثاني 2011، تم دمج موقع الشبكات الاجتماعية جوجل بلس مباشرةً مع يوتيوب ومتصفح الويب كروم، مما يسمح بمشاهدة مقاطع فيديو يوتيوب من واجهة جوجل بلس. في ديسمبر 2011، أطلق يوتيوب إصدارًا جديدًا من واجهة الموقع، مع عرض قنوات الفيديو في عمود مركزي في الصفحة الرئيسية، على غرار القنوات الإخبارية لمواقع الشبكات الاجتماعية. تم تقديم إصدار جديد من شعار يوتيوب في الوقت نفسه بدرجة أغمق للون الأحمر، والذي كان أول تغيير في التصميم منذ أكتوبر 2006.
في عام 2012، قال يوتيوب إن ما يقرب من 60 ساعة من مقاطع الفيديو الجديدة يتم تحميلها على الموقع كل دقيقة، وأن ثلاثة أرباع المواد تأتي من خارج الولايات المتحدة. يحتوي الموقع على 800 مليون مستخدم جديد شهريًا.
صنف موقع أليكسا موقع يوتيوب كموقع الويب الثالث الأكثر زيارة على الإنترنت بعد جوجل وفيسبوكاعتبارًا من عام 2010 واستمرارًا حتى الوقت الحاضر.
في أواخر عام 2011 وبداية 2012، أطلق يوتيوب أكثر من 100 قناة «ممتازة» أو «أصلية». وقد كلفت هذه المبادرة 100 مليون دولار. بعد عامين، في نوفمبر 2013، تم توثيق أن الصفحة المقصودة للقنوات الأصلية أصبحت صفحة خطأ 404. على الرغم من ذلك، تمكنت القنوات الأصلية مثل SourceFed وكراش كورس من النجاح.
أُجري تغيير خوارزمي في عام 2012 استبدل النظام القائم على العرض بخاصية المشاهدة المستندة إلى الوقت والتي يُنسب إليها الفضل في حدوث زيادة في شعبية قنوات الألعاب.
عرض موقع يوتيوب بثًا مباشرًا للمناظرة الرئاسية الأمريكية وشارك إيه بي سي نيوز في ذلك، في أكتوبر 2012، للمرة الأولى على الإطلاق.
في 25 تشرين الأول (أكتوبر) 2012، تم حذف شعار يوتيوب (عبر عن نفسك) بسبب البث المباشر للمناظرة الرئاسية في الولايات المتحدة.
أعاد يوتيوب طرح تصميمه وتخطيطه في 4 كانون الأول 2012 ليشبه إلى حد كبير إصدار تطبيق الجوال والكمبيوتر اللوحي للموقع. في 21 ديسمبر 2012، أصبحت أغنية غانغنام ستايل أول فيديو على YouTube يتجاوز مليار مشاهدة.
في مارس 2013، وصل عدد المستخدمين الفريدين الذين يزورون يوتيوب كل شهر إلى مليار شخص. في العام نفسه، واصل يوتيوب الوصول إلى وسائل الإعلام الرئيسية، وإطلاق أسبوع الكوميديا وجوائز يوتيوب الموسيقية. تلقى كلا الحدثين استقبالًا سلبيًا وآراء مختلطة. في نوفمبر 2013، تجاوزت قناة يوتيوب التابعة لليوتيوب قناة بيو دي باي التابعة لصاحبها فيليكس كيلبيرق لتصبح القناة الأكثر اشتراكًا على موقع الويب. كان هذا بسبب اقتراحها للمستخدمين الجدد للاشتراك فيها عند التسجيل.

### العولمة
في 19 يونيو 2007، كان الرئيس التنفيذي لشركة جوجل إيريك شميت في باريس لإطلاق نظام التطويع المحلي الجديد. أصبحت واجهة الموقع متاحة بإصدارات محلية في 89 دولة وإقليم واحد (هونج كونج) وإصدار عالمي.
|                                                  | |                 |                                                             |  |
| الدولة                                           | اللغة | تاريخ الإصدار   | ملاحظات                                                     |  |
| الولايات المتحدة (والإطلاق في جميع أنحاء العالم) | الإنجليزية | فبراير 15, 2005 | أول مكان للتطويع                                            |  |
| البرازيل                                         | البرتغالية | يونيو 19, 2007  | أول مكان دولي                                               |  |
| فرنسا                                            | الفرنسية، والبشكنشية | يونيو 19, 2007  |                                                             |  |
| أيرلندا                                          | الإنجليزية | يونيو 19, 2007  |                                                             |  |
| إيطاليا                                          | الإيطالية | يونيو 19, 2007  |                                                             |  |
| اليابان                                          | اليابانية | يونيو 19, 2007  |                                                             |  |
| هولندا                                           | الهولندية | يونيو 19, 2007  |                                                             |  |
| بولندا                                           | البولندية | يونيو 19, 2007  |                                                             |  |
| إسبانيا                                          | الإسبانية، والغاليسية، والكتالونية، والبشكنشية                                                                          | يونيو 19, 2007  |                                                             |  |
| المملكة المتحدة                                  | الإنجليزية | يونيو 19, 2007  | استمرار التوسع                                              |  |
| المكسيك                                          | الإسبانية | أكتوبر 11, 2007 |                                                             |  |
| هونغ كونغ                                        | الإنجليزية، والصينية | أكتوبر 17, 2007 | محظور في الصين                                              |  |
| تايوان                                           | الصينية | أكتوبر 18, 2007 |                                                             |  |
| أستراليا                                         | الإنجليزية | أكتوبر 22, 2007 |                                                             |  |
| نيوزيلندا                                        | الإنجليزية | أكتوبر 22, 2007 |                                                             |  |
| كندا                                             | الفرنسية، والإنجليزية                                                                                                   | نوفمبر 6, 2007  |                                                             |  |
| ألمانيا                                          | الألمانية | نوفمبر 8, 2007  |                                                             |  |
| روسيا                                            | الروسية | نوفمبر 13, 2007 |                                                             |  |
| كوريا الجنوبية                                   | الكورية | يناير 23, 2008  | أول إطلاق في عام 2008                                       |  |
| الهند                                            | الهندية، والبنغالية، والإنجليزية، والغواجاراتية، والكنادية، والماليالامية، والمراثية، والتاميلية، والتيلوغوية، والأردية | مايو 7, 2008    |                                                             |  |
| إسرائيل                                          | العبرية | سبتمبر 16, 2008 |                                                             |  |
| جمهورية التشيك                                   | التشيكية | أكتوبر 9, 2008  |                                                             |  |
| السويد                                           | السويدية | أكتوبر 22, 2008 | الموقع لم يطلق في عام 2009                                  |  |
| جنوب أفريقيا                                     | الأفريقانية، والزولوية، الإنجليزية                                                                                      | مايو 17, 2010   | أول موقع أفريقي                                             |  |
| الأرجنتين                                        | الإسبانية | سبتمبر 8, 2010  |                                                             |  |
| الجزائر                                          | الفرنسية، والعربية | مارس 9, 2011    |                                                             |  |
| مصر                                              | العربية | مارس 9, 2011    |                                                             |  |
| الأردن                                           | العربية | مارس 9, 2011    |                                                             |  |
| المغرب                                           | الفرنسية، والعربية | مارس 9, 2011    |                                                             |  |
| المملكة العربية السعودية                         | العربية | مارس 9, 2011    |                                                             |  |
| تونس                                             | الفرنسية، والعربية | مارس 9, 2011    |                                                             |  |
| اليمن                                            | العربية | مارس 9, 2011    |                                                             |  |
| كينيا                                            | السواحيلية، والإنجليزية                                                                                                 | سبتمبر 1, 2011  |                                                             |  |
| الفلبين                                          | الفلبينية، والإنجليزية                                                                                                  | أكتوبر 13, 2011 |                                                             |  |
| سنغافورة                                         | الإنجليزية، والملايوية، والصينية، والتاميلية                                                                            | أكتوبر 20, 2011 |                                                             |  |
| بلجيكا                                           | الفرنسية، والهولندية، والألمانية                                                                                        | نوفمبر 16, 2011 | موقع متوسط                                                  |  |
| كولومبيا                                         | الإسبانية | نوفمبر 30, 2011 |                                                             |  |
| أوغندا                                           | الإنجليزية | ديسمبر 2, 2011  | يحتاج لنسخة سواحيلية للبلاد                                 |  |
| نيجيريا                                          | الإنجليزية | ديسمبر 7, 2011  |                                                             |  |
| تشيلي                                            | الإسبانية | يناير 20, 2012  | أول موقع في عام 2012                                        |  |
| هنغاريا                                          | الهنغارية | فبراير 29, 2012 |                                                             |  |
| ماليزيا                                          | الماليزية، والإنجليزية                                                                                                  | مارس 22, 2012   |                                                             |  |
| بيرو                                             | الإسبانية | مارس 25, 2012   |                                                             |  |
| الإمارات العربية المتحدة                         | العربية، والإنجليزية | أبريل 1, 2012   |                                                             |  |
| اليونان                                          | اليونانية | مايو 1, 2012    |                                                             |  |
| إندونيسيا                                        | الإندونيسية، والإنجليزية                                                                                                | مايو 17, 2012   |                                                             |  |
| غانا                                             | الإنجليزية | يونيو 5, 2012   |                                                             |  |
| السنغال                                          | الفرنسية، والإنجليزية                                                                                                   | يوليو 4, 2012   |                                                             |  |
| تركيا                                            | التركية | أكتوبر 1, 2012  |                                                             |  |
| أوكرانيا                                         | الأوكرانية | ديسمبر 13, 2012 |                                                             |  |
| الدنمارك                                         | الدنماركية | فبراير 1, 2013  |                                                             |  |
| فنلندا                                           | الفنلندية، والسويدية | فبراير 1, 2013  |                                                             |  |
| النرويج                                          | النرويجية | فبراير 1, 2013  |                                                             |  |
| سويسرا                                           | الألمانية، والفرنسية، والإيطالية                                                                                        | مارس 29, 2013   |                                                             |  |
| النمسا                                           | الألمانية | مارس 29, 2013   | إطلاق طال انتظاره                                           |  |
| رومانيا                                          | الرومانية | أبريل 18, 2013  |                                                             |  |
| البرتغال                                         | البرتغالية | أبريل 25, 2013  | إطلاق طال انتظاره                                           |  |
| سلوفاكيا                                         | السلوفاكية | أبريل 25, 2013  |                                                             |  |
| البحرين                                          | العربية | أغسطس 16, 2013  | إطلاق مواقع متعددة في الشرق الأوسط                          |  |
| الكويت                                           | العربية | أغسطس 16, 2013  |                                                             |  |
| سلطنة عمان                                       | العربية | أغسطس 16, 2013  |                                                             |  |
| قطر                                              | العربية | أغسطس 16, 2013  |                                                             |  |
| البوسنة والهرسك                                  | الصربية، والكرواتية، والبوسونية                                                                                         | مارس 17, 2014   |                                                             |  |
| بلغاريا                                          | البلغارية | مارس 17, 2014   |                                                             |  |
| كرواتيا                                          | الكرواتية | مارس 17, 2014   |                                                             |  |
| إستونيا                                          | الإستونية | مارس 17, 2014   |                                                             |  |
| لاتفيا                                           | اللاتفية | مارس 17, 2014   |                                                             |  |
| ليتوانيا                                         | الليتوانية | مارس 17, 2014   | منطقة البلطيق موصولة محليًا بالكامل                          |  |
| مقدونيا                                          | التركية، والصربية، والمقدونية                                                                                           | مارس 17, 2014   |                                                             |  |
| الجبل الأسود                                     | الصربية، والكرواتية | مارس 17, 2014   |                                                             |  |
| صربيا                                            | الصربية | مارس 17, 2014   |                                                             |  |
| سلوفينيا                                         | السلوفينية | مارس 17, 2014   |                                                             |  |
| تايلاند                                          | التايلندية | أبريل 1, 2014   |                                                             |  |
| لبنان                                            | العربية | مايو 1, 2014    |                                                             |  |
| بورتوريكو                                        | الإسبانية، والإنجليزية                                                                                                  | أغسطس 23, 2014  | استخدم إصدار أسبانيا أو إصدار الولايات المتحدة قبل الإطلاق. |  |
| آيسلندا                                          | الآيسلندية | ?, 2014         |                                                             |  |
| لوكسمبورغ                                        | الفرنسية، والألمانية | ?, 2014         |                                                             |  |
| فيتنام                                           | الفيتنامية | أكتوبر 1, 2014  |                                                             |  |
| ليبيا                                            | العربية | فبراير 1, 2015  | حُظر في 2010، ثم رُفع الحظر في 2011                           |  |
| تنزانيا                                          | السواحيلية، والإنجليزية                                                                                                 | يونيو 2, 2015   |                                                             |  |
| زيمبابوي                                         | الإنجليزية | يونيو 2, 2015   |                                                             |  |
| أذربيجان                                         | الأذرية | أكتوبر 12, 2015 |                                                             |  |
| روسيا البيضاء                                    | الروسية | أكتوبر 12, 2015 |                                                             |  |
| جورجيا                                           | الجورجية | أكتوبر 12, 2015 |                                                             |  |
| كازاخستان                                        | الكازاخية | أكتوبر 12, 2015 |                                                             |  |
| نيبال                                            | النيبالية | يناير 12, 2016  |                                                             |  |
| باكستان                                          | الأردية، والإنجليزية | يناير 12, 2016  | حُظر في 2012 ولكن رُفع الحظر في 2015                          |  |
| سريلانكا                                         | السنهالية، والتاميلية                                                                                                   | يناير 12, 2016  |                                                             |  |
| العراق                                           | العربية | ?, 2016         |                                                             |  |
| جامايكا                                          | الإنجليزية | ?, 2016         |                                                             |  |
| الصين                                            | الصينية | 2017 (محتمل)    | إطلاق طال انتظاره                                           |  |

تهدف جوجل إلى التنافس مع مواقع مشاركة الفيديو المحلية مثل ديليموشن في فرنسا. كما أبرمت اتفاقًا مع محطات التلفزيون المحلية مثل إم 6 وفرانس تيليفيزيون من أجل بث محتوى الفيديو بشكل قانوني.
في 17 أكتوبر 2007، أُعلن عن إطلاق إصدار لهونغ كونغ. وقال ستيف تشين من يوتيوب إن هدفه التالي سيكون تايوان.
تم حظر يوتيوب من الصين القارية اعتبارًا من 18 أكتوبر بسبب الرقابة على العلم التايواني. تمت إعادة توجيه عناوين URL إلى يوتيوب إلى محرك البحث الصيني الخاص بايدو. تم إلغاء حظره في 31 أكتوبر.
تقترح واجهة يوتيوب اختيار النسخة المحلية على أساس عنوان آي بي للمستخدم. في بعض الحالات، قد تظهر الرسالة «هذا الفيديو غير متاح في بلدك» بسبب قيود حقوق الطبع والنشر أو المحتوى غير المناسب. تتوفر واجهة موقع يوتيوب على 76 لغة، بما في ذلك الأمهرية، والألبانية، والأرمنية، والبنغالية، والبورمية، والخميرية، والقرغيزية، واللاو، والمنغولية، والفارسية، والأوزبكية، التي لا تملك إصدارات قنوات محلية. تم حظر الوصول إلى يوتيوب في تركيا بين عامي 2008 و 2010، بعد الجدل حول نشر مقاطع الفيديو التي اعتبرت إهانة لمصطفى كمال أتاتورك وبعض المواد المسيئة للمسلمين. في تشرين الأول 2012، تم إطلاق إصدار محلي من يوتيوب في تركيا، مع النطاق youtube.com.tr. تخضع النسخة المحلية لقوانين المحتوى الموجودة في القانون التركي. في مارس 2009، أدى نزاع بين يوتيوب ووكالة تحصيل الرسوم الملكية البريطانية PRS للموسيقى إلى حظر مقاطع الفيديو الموسيقية المميزة لمستخدمي يوتيوب في المملكة المتحدة. حدثت إزالة مقاطع الفيديو التي نشرتها شركات التسجيلات الرئيسية بعد الفشل في التوصل إلى اتفاق بشأن اتفاقية ترخيص. تم حل النزاع في سبتمبر 2009. في أبريل 2009، أدى نزاع مماثل إلى إزالة مقاطع الفيديو الموسيقية المميزة للمستخدمين في ألمانيا.
في 3 أبريل 2018، وقع إطلاق النار في مقر يوتيوب.

## نموذج الأعمال، والإعلانات، والأرباح

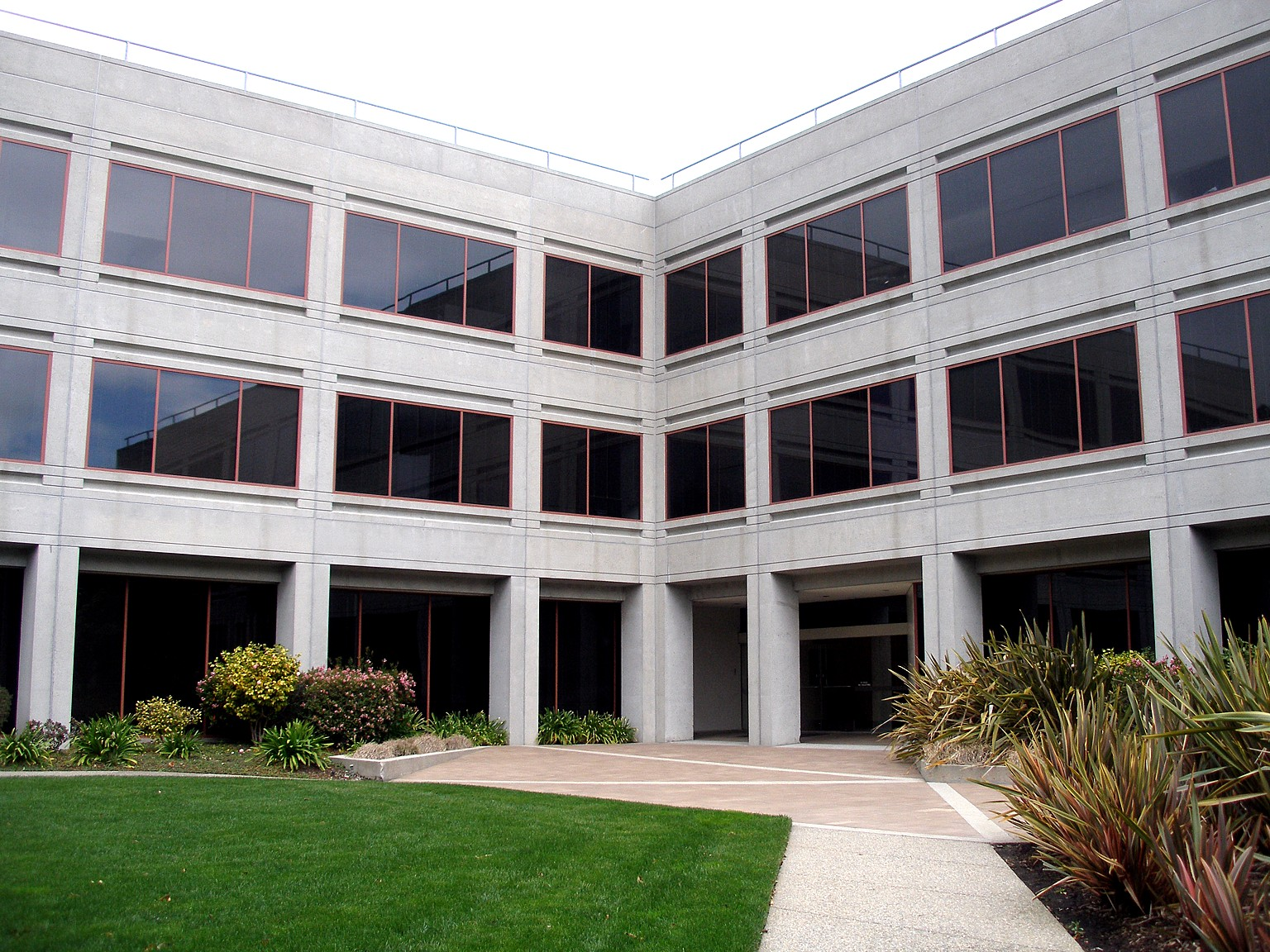
مقر YouTube في سان برونو من عام 2006 إلى 2010

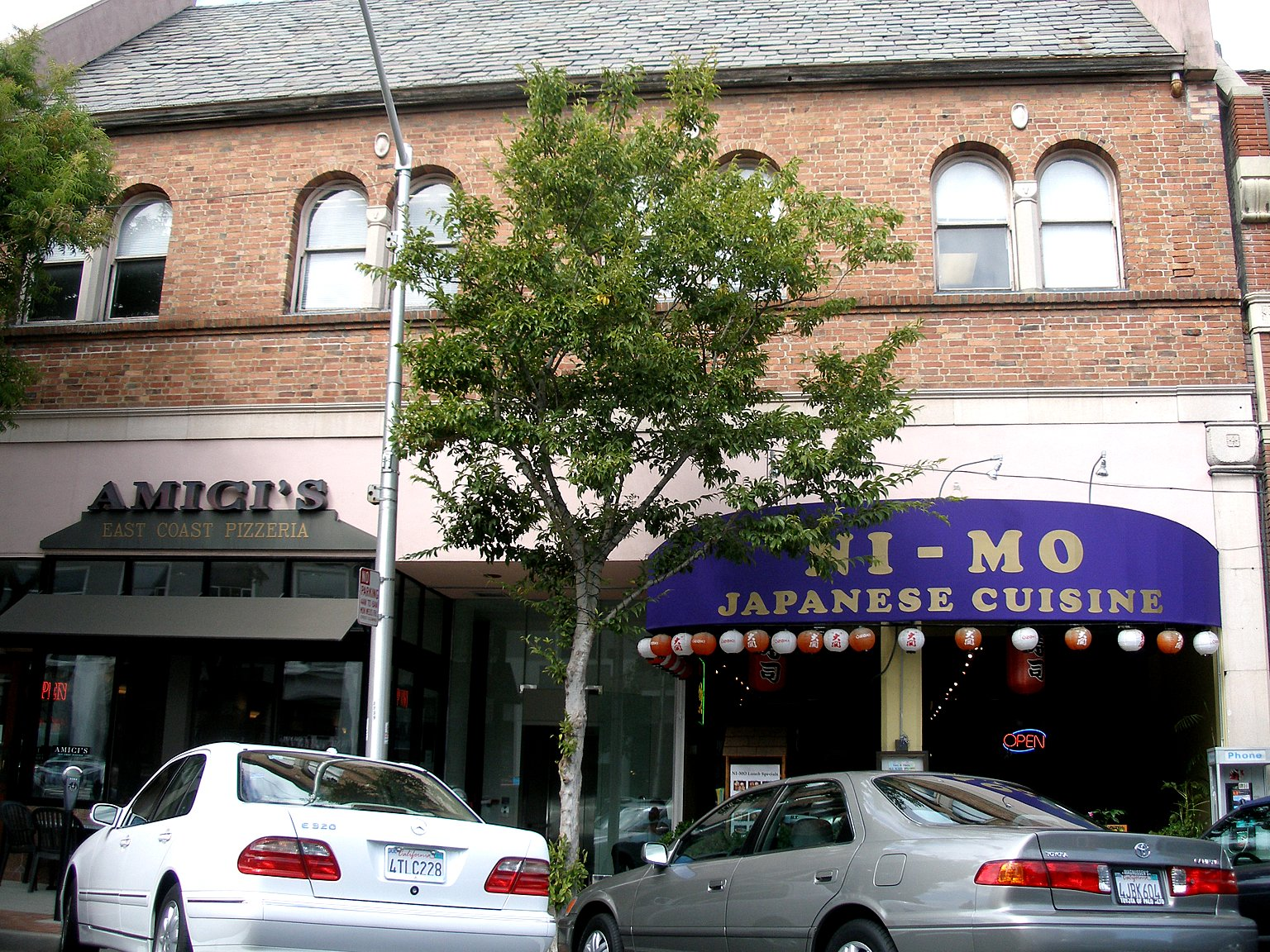
مقر يوتيوب الأول في سان ماتيو

أعلن يوتيوب قبل أن تشتريه جوجل، أن نموذج نشاطه التجاري يستند إلى الإعلان، مما يجني 15 مليون دولار شهريًا.
لم تقدم جوجل أرقامًا تفصيلية عن تكاليف تشغيل يوتيوب، وتمت الإشارة إلى إيرادات يوتيوب في عام 2007 باعتبارها «غير مادية» في الملف التنظيمي. في يونيو 2008، توقع مقال في مجلة فوربس إيرادات عام 2008 بمبلغ 200 مليون دولار، مما يشير إلى التقدم في مبيعات الإعلانات.
تكهن بعض المعلقين في مجال الصناعة بأن تكاليف تشغيل يوتيوب (تحديدًا عرض النطاق المطلوب للشبكة) قد تصل إلى 5 إلى 6 ملايين دولار شهريًا،  مما أثار انتقادات بأن الشركة، مثل العديد من الشركات الناشئة على الإنترنت، لم يتم تنفيذها كنموذج عمل ناجع. تم إطلاق الإعلانات على الموقع بداية من مارس 2006. في أبريل، بدأ يوتيوب استخدام جوجل أدسنس. توقف يوتيوب بعد ذلك عن استخدام أدسنس ولكنه استؤنف في المناطق المحلية.
يعتبر الإعلان الآلية المركزية ليوتيوب لتحقيق الأرباح. وقد تم تناول هذه القضية أيضًا في التحليل العلمي. يجادل دون تابسكوت وأنتوني د. ويليامز في كتابهما ويكينومكس بأن يوتيوب مثال للاقتصاد القائم على التعاون الجماعي والاستفادة من الإنترنت.
«سواء كان نشاطك التجاري أقرب إلى بوينغ أو بروكتر وغامبل، أو أكثر مثل يوتيوب أو فليكر، هناك مجموعات ضخمة من المواهب الخارجية التي يمكنك الاستفادة منها بالنهج الصحيح. يمكن للشركات التي تتبنى هذه النماذج إجراء تغييرات مهمة في صناعاتها وإعادة كتابة قواعد المنافسة.»:270«لن تأتي نماذج أعمال جديدة للمحتوى المفتوح من المؤسسات الإعلامية التقليدية، ولكن من شركات مثل غوغل، وياهو، ويوتيوب. لا يحترق هذا الجيل الجديد من الشركات من خلال المورثات التي تمنع النشر يجب أن تكون أكثر مرونة في الاستجابة لمطالب العملاء، والأهم من ذلك أنهم يفهمون أنك لست بحاجة إلى التحكم في كمية ومقدار البتات إذا كان بإمكانهم توفير أماكن جذابة يبني فيها الناس المجتمعات حول مشاركة المحتوى وإعادة مزجه. المحتوى المجاني هو مجرد إغراء مبني على طبقة من إيرادات الإعلانات والخدمات الممتازة».:271sq
يقول كل من تابسكوت وويليامز أنه من المهم لشركات الإعلام الجديدة إيجاد طرق لتحقيق الربح بمساعدة المحتوى الذي يتم إنتاجه من قبل الزملاء. وسيعتمد اقتصاد الإنترنت الجديد (الذي يطلق عليه مصطلح ويكينومكس) على مبادئ «الانفتاح، والتناظر، والمشاركة، والعمل العالمي». يمكن للشركات الاستفادة من هذه المبادئ من أجل الحصول على الربح بمساعدة تطبيقات ويب 2.0: «يمكن للشركات تصميم وتجميع المنتجات مع عملائها، وفي بعض الحالات يمكن للعملاء القيام بأغلب عمليات إنشاء القيمة».:289sq يقول كل من تابسكوت وويليامز أن النتيجة ستكون ديمقراطية اقتصادية.
تتفق وجهات نظر أخرى في النقاش مع تابسكوت وويليامز تعتمد بشكل متزايد على تسخير المصادر المفتوحة / المحتوى، والتواصل، والمشاركة، والتناظر، لكنهم يجادلون بأن النتيجة ليست ديمقراطية اقتصادية، ولكن شكل متقن لتعميق الاستغلال، حيث يتم تخفيض تكاليف العمالة من خلال الاستعانة بمصادر خارجية عالمية.
اتخذ كريستيان فوكس وجهة نظر ثانية هي على سبيل المثال في كتابه «الإنترنت والمجتمع». يجادل بأن يوتيوب مثال على نموذج الأعمال الذي يقوم على الجمع بين الهدية والسلعة. الأول مجاني، والثاني يعود بالربح. يتمثل الجانب الجديد من إستراتيجية العمل هذه في أنه يجمع ما يبدو في البداية أنه مختلف، والهبة، والسلعة. يمنح يوتيوب إمكانية الوصول المجاني إلى مستخدميه، والمزيد من المستخدمين، والمزيد من الأرباح التي يمكن أن يحققها؛ لأنه يمكن من حيث المبدأ ستزيد معدلات الإعلان وسيزيد من اهتمام المعلنين. سيبيع موقع يوتيوب جمهوره بحيث يكسبه الوصول المجاني إلى المعلنين.:181
«دائمًا ما تكون فضاءات الإنترنت المعتمدة موجهة للربح، ولكن السلع التي تقدمها لا تقتصر بالضرورة على قيمة المبادلة، والتوجه نحو السوق؛ ففي بعض الحالات (مثل جوجل، وياهو، وماي سبيس، وويوتيوب، ونتسكيب)، يتم توفير السلع أو المنصات المجانية مثل الهدايا من أجل زيادة عدد المستخدمين بحيث يمكن فرض رسوم الإعلان العالية من أجل تحقيق الربح.»[135]: 181
في يونيو / حزيران 2009، أفادت مجلة بلومبرج بيزنس ويك أنه وفقًا لشركة استشارة إدارة الأعمال في كاليفورنيا رامب رات، كان يوتيوب أقرب إلى الربحية من التقارير السابقة، بما في ذلك أبريل 2009، وهو توقع من بنك الاستثمار كريدي سويس الذي يقدر أن يوتيوب سيخسر ما يصل إلى 470 مليون دولار في 2009. يثبّت تقرير رامب رات هذا الرقم بما لا يزيد عن 174 مليون دولار.
في مايو 2013، أطلق يوتيوب برنامجًا تجريبيًا لبدء عرض إمكانية فرض مبلغ 0.99 دولارًا أمريكيًا شهريًا أو أكثر على قنوات معينة على بعض مقدمي المحتوى، ولكن تظل الغالبية العظمى من مقاطع الفيديو التابعة له مجانية العرض.

## وصلات خارجية
- The History of YouTube على يوتيوب
- YouTube is Worlds Second Largest Search Engine على يوتيوب